# Paul Wranitzky
Paul Wranitzky (Pavel Vranický) est un compositeur, violoniste et chef d'orchestre morave, né le 30 décembre 1756 à Neureisch (devenue Nová Říše en margraviat de Moravie) et mort le 29 septembre 1808 à Vienne.

## Biographie
C'est dans le cadre d'une maîtrise d'enfants attachée à une église qu'il étudie le chant, l'orgue et le violon, en Moravie. À l'âge de 20 ans, après cette formation approfondie, il rejoint Vienne, la capitale de l'Autriche, et germanise la graphie de son nom, Pavel Vranický, en Paul Wranitzky. Il y poursuit des études de théologie et se consacre également à la musique.
En 1783, le compositeur Joseph Martin Kraus lui donne des cours lors de son passage à Vienne. Il se lie d'amitié avec son professeur, Joseph Haydn.
Sa réputation de compositeur grandit et il fait la rencontre de Wolfgang Amadeus Mozart dont il partage la même loge maçonnique Zur gekrönten Hoffnung (« À l'espérance couronnée »). Il devient en 1790 directeur des orchestres des théâtres de la cour de Vienne. Il est surtout apprécié de ses pairs en tant que chef d'orchestre, ainsi Ludwig van Beethoven lui demande de diriger la première de sa première symphonie en 1800 et Joseph Haydn fait de même avec son oratorio La Création (en allemand : Die Schöpfung).
À partir de 1790, il occupe le poste de directeur des orchestres de la cour de Vienne.
De 1799 à 1801, il fait office de « commissionnaire » entre Constance Mozart et l'éditeur de musique Johann Anton André concernant la publication d'une partie de l’œuvre de Mozart.
Son frère, Anton Wranitzky (1761-1820), est lui aussi compositeur et violoniste virtuose.

## Œuvres
On lui doit de nombreux opéras et Singspiele dont 
- Oberon, König der Elfen (composé en 1789, cet opéra a inspiré le livret de la Flûte enchantée de Mozart), joué à Vienne le 7 novembre 1789 avec succès,
- Merkur,
- der Heurat-Stifter,
- Die gute Mutter,
- Die Erkennlichkeit...

En musique instrumentale, il faut citer :
- 51 symphonies dont une Grande Symphonie caractéristique pour la paix avec la République française (enregistrée au disque par les London Mozart Players et aussi par l'Akademie für Alte Musik Berlin.)
- 5 concertos
- 80 quatuors à cordes…

## Postérité
Beethoven a composé 12 variations pour piano sur le ballet de Wranitzky intitulé Das Waldmädchen (1796).

### Bases de données et dictionnaires
- Ressources relatives à la musique :   - International Music Score Library Project
  - AllMusic
  - Discogs
  - Grove Music Online
  - MusicBrainz
  - Muziekweb
  - Operone
  - Répertoire international des sources musicales
- Notices dans des dictionnaires ou encyclopédies généralistes :   - Brockhaus
  - Deutsche Biographie
  - Encyclopédie de l'histoire de Brno
  - Hrvatska Enciklopedija
  - Treccani
- Notices d'autorité :   - VIAF
  - ISNI
  - BnF (données)
  - IdRef
  - LCCN
  - GND
  - CiNii
  - Espagne
  - Belgique
  - Pays-Bas
  - Pologne
  - Israël
  - NUKAT
  - Norvège
  - Tchéquie
  - Portugal
  - WorldCat